# Acha Deirská
Acha Deirská byla deirská princezna a dcera Ælly Deirského. Byla sestrou Edwina Northumbrijského.

## Biografie
Provdala se za bernicijského krále Æthelfritha. Možná se s ní oženil před převzetím moci v Deiře, v tom případě mohl sňatek ovládnutí Deiry usnadnit, nebo to mohl udělat později, aby si své postavení v Deiře upevnil. Měli spolu osm dětí:
- Eanfrith Bernicijský (590–634)
- Oswald Northumbrijský (asi 604 – 5. srpna 642)
- Oswiu Northumbrijský (asi 612 – 15. února 670)
- Oswudu Northumbrijský
- Oslac Northumbrijský
- Oslaf Northumbrijský
- Offa Northumbrijský
- Æbba Northumbrijská